# 解析
解析（、英: Analytics）は、データの有意な規則性を発見する活動である。
記録情報が豊富であれば有効性が増し、統計学、プログラミング、オペレーションズリサーチ、可視化技術が役立つ。
一般的に企業は経営関連データの表現、予測、経営力の向上目的で使用する。
競技場運営を具体例とすると、企業意思決定管理、小売分析、店舗の品揃えや単品管理の最適化、マーケティングの最適化および混合マーケティング分析、ウェブ分析、販売力の最適化、価格設定や宣伝効果検証、予測術、信用リスク分析、詐欺分析などが挙げられる。
膨大な計算が必要となり（ビッグデータ参照）、分析用のアルゴリズムやソフトウェアは情報工学や数学の最新理論を活用している。

## 例

### マーケティング最適化
マーケティングは、高度なデータ駆動型の過程を創造的に発展させてきた。
販促支援活動におけるキャンペーンや試行錯誤の成果の判断や、投資対象や消費者ターゲティングのための意思決定を導くために解析が用いられている。
人口統計学研究、顧客属性細分化、コンジョイント分析や他の技術を用いることで、膨大な消費者の購入データやパネルデータを介して、マーケティング担当者は販促戦略を理解し実践している。
ウェブ解析マーケティング担当者は、リファラー、検索キーワード、IPアドレス、訪問者行動を追跡してウェブサイト上でのセッション単位の情報を収集し、
マーケティングキャンペーンや魅力的な内容、サイト構成の向上に役立てる。
セグメンテーションなどの顧客分析、混合マーケティングモデリング、価格設定や広告分析、販売力最適化などの分析技術が頻繁に活用されている。
ウェブ解析やサイト構成最適化やオンラインキャンペーンは伝統的なオフラインのマーケティング分析技術と頻繁に平行して実施されている。

### ポートフォリオ分析
銀行や融資機関での経営分析にて一般的であり、経済状態、地理的な位置、正味価値、その他多くの要因によって対象の評価は異なる。
最小リスクの投資対象は富裕層であるが極少数であり、貧困層は無数に存在するが高リスクである。
収益を最大化しリスクを最小化する為に、あるセグメントでの損失を別セグメントの利益で相殺できるよう金利の設定や投資時期に時系列分析を統合することが多い。

### リスク分析
銀行業界の予測モデルは全体の個人客に対し確実に損失を抑えるよう開発されている。
信用度は個々人の債務不履行の予測を想定しており、債務申請処理時に対象者の信用力評価に広く使用されている。

## 課題
商用分析ソフトウェア業界では、絶え間なく変化し続ける大規模且つ複雑なデータの解析課題の解決に頻繁に取り組んでいる。
一般的にビッグデータと呼ばれ、一昔前は科学界での課題に過ぎなかったが、現在は多くの企業が大量のデータを蓄積しオンラインのトランザクション処理を用いて各自の課題解決を試みている。
非構造化データ型の分析は、産業界で注目を集める新たな課題である。
既存データモデルとは異なり、従来のリレーショナルデータベースに格納する際に形式が大きく異なることからデータ変換の多大な努力が求められる。 
電子メール、ワープロ文書、PDFファイル、地理空間データの非構造化データの内容などが、企業や政府や大学のビジネスインテリジェンスにとって急速に有効活用されつつある。
例えば、英国で騙された人々や保険会社を支援するため、闇医者のノートをとある企業が違法で販売したことが発覚し、保険業界が非構造化データ分析の警戒を高める好機となった。
マッキンゼーグローバル研究所はビッグデータ分析により、アメリカでの医療支出を年間3000億ドル、欧州の公費を250億ユーロ節約できると予測している。
これらの課題は、複合イベント処理や全文検索などの比較的新しい機械分析技術による試行錯誤が進められている。 
機械分析分野における格子状アーキテクチャの導入のような技術革新により、全データへの平等なアクセス権限を与え多数のコンピュータに作業負荷を分散することにより、超並列処理の速度増加が可能になる。
特に地方政府事務での教育分野で活用が進められている。
教師が学生の成績パターンの識別や向上、卒業可能性予測を試みているが、生徒の成績基準の複雑さが課題となっている。
例えば、地方を対象とした信頼できるデータ使用研究にて、教師の48％はデータの扱いに苦労し、36％はデータを理解せず、52％がデータを誤解釈した。
理解度や利用機会を増大させるため、教育者用のいくつかの分析ツールには、over-the-counter data（ラベル、補足資料、ヘルプ機能、キーパッケージ/ディスプレイやコンテンツ意思決定）が実装されている。